# 大多喜町自動車学校
大多喜町自動車学校（おおたきまちじどうしゃがっこう）は、黒井産業株式会社が運営する千葉県夷隅郡大多喜町にある千葉県公安委員会指定の自動車教習所。
1961年に開設された県内では珍しい公営の自動車教習所で十数人の町職員が働いていたが、少子化の影響で採算が合わなくなったため、民間事業者に経営移譲することが決まった。
2010年4月1日に山形県山形市に本社を置く黒井産業株式会社に経営移行した。

## 教習車種
- 大型自動車
- 中型自動車
- 普通自動車 (MT,AT)
- 大型自動二輪車 (MT,AT)
- 普通自動二輪車 (MT,AT)
- 小型限定自動二輪車 (MT,AT)
- 限定解除・ペーパードライバー

## アクセス
- 周辺各地域に向けて無料送迎バス有り。